# Arshak II
Arshak II de Iberia († 1 a. C.) fue un rey de Iberia de la dinastía Nimrodida, entre los años 20 a. C. y 1 d. C.
De acuerdo a los antiguos relatos medievales de Georgia, fue un descendiente de Nemrod y de Parnavaz I de Iberia a través de su padre Mirian II de Iberia, y por el lado de su madre, fue miembro de la dinastía Arshakuniani. Arshak hizo frente al regreso de Aderki, príncipe parnabazida que se encontraba en el exilio y que era hijo adoptivo de Parnavaz II. En esta batalla, Aderki salió victorioso y se convirtió en rey.